# Пшибиславиці (Сандомирський повіт)
Пшибиславиці (пол. Przybysławice) — село в Польщі, у гміні Клімонтув Сандомирського повіту Свентокшиського воєводства.
Населення — 173 особи (2011).
У 1975-1998 роках село належало до Тарнобжезького воєводства.

## Демографія
Демографічна структура на день 31 березня 2011 року:
|          | Загалом | Допрацездатний вік | Працездатний вік | Постпрацездатний вік |
| -------- | ------- | ------------------ | ---------------- | -------------------- |
| Чоловіки | 87      | 16                 | 63               | 8                    |
| Жінки    | 86      | 16                 | 48               | 22                   |
| Разом    | 173     | 32                 | 111              | 30                   |